# Campionati del mondo di canottaggio
I Campionati del mondo di canottaggio (World Rowing Championships) sono una regata internazionale di canottaggio organizzata dalla FISA (Federazione Internazionale Canottaggio). L'evento, che dura una settimana, si svolge ogni anno alla fine dell'estate dell'emisfero boreale e negli anni non-olimpici è la gara di canottaggio più importante della stagione remiera internazionale.

## Edizioni
| Ediz. | Anno | Città                                 | Paese          | Data                                  |
| ----- | ---- | ------------------------------------- | -------------- | ------------------------------------- |
| 1     | 1962 | Lucerna (Rotsee)                      | Svizzera       |                                       |
| 2     | 1966 | Bled (Lago di Bled)                   | Jugoslavia     |                                       |
| 3     | 1970 | St. Catharines (Martindale Pond)      | Canada         |                                       |
| 4     | 1974 | Lucerna (Rotsee)                      | Svizzera       |                                       |
| 5     | 1975 | Nottingham (Holme Pierrepont NWC)     | Regno Unito    | 21–30 agosto                          |
| 6     | 1976 | Villach                               | Austria        | 14–16 agosto                          |
| 7     | 1977 | Amsterdam                             | Paesi Bassi    |                                       |
| 8     | 1978 | Hamilton (Lago di Karapiro)           | Nuova Zelanda  |                                       |
| 9     | 1979 | Bled (Lago di Bled)                   | Jugoslavia     |                                       |
| 10    | 1980 | Hazewinkel                            | Belgio         |                                       |
| 11    | 1981 | Monaco di Baviera                     | Germania Ovest |                                       |
| 12    | 1982 | Lucerna (Rotsee)                      | Svizzera       |                                       |
| 13    | 1983 | Duisburg                              | Germania Ovest |                                       |
| 14    | 1984 | Montréal (Jarun)                      | Canada         | 1º - 6 agosto                         |
| 15    | 1985 | Hazewinkel                            | Belgio         |                                       |
| 16    | 1986 | Nottingham (Holme Pierrepont NWC)     | Regno Unito    |                                       |
| 17    | 1987 | Copenaghen                            | Danimarca      |                                       |
| 18    | 1988 | Milano (Idroscalo)                    | Italia         |                                       |
| 19    | 1989 | Bled (Lago di Bled)                   | Jugoslavia     | 2 -10 settembre                       |
| 20    | 1990 | Lago Barrington                       | Australia      | 24 ottobre - 4 novembre               |
| 21    | 1991 | Vienna                                | Austria        | 24 - 25 agosto                        |
| 22    | 1992 | Montréal                              | Canada         | 1º - 6 agosto                         |
| 23    | 1993 | Račice                                | Rep. Ceca      | 8 - 9 maggio                          |
| 24    | 1994 | Indianapolis (Eagle Creek Park)       | Stati Uniti    | 17 - 18 settembre                     |
| 25    | 1995 | Tampere (Kaukajaervi)                 | Finlandia      | 25 - 27 agosto                        |
| 26    | 1996 | Motherwell (Strathclyde Country Park) | Regno Unito    | 5 - 11 agosto                         |
| 27    | 1997 | Lago di Aiguebelette                  | Francia        | 31 agosto - 7 settembre               |
| 28    | 1998 | Colonia (Fuehlingen)                  | Germania       | 9 - 13 settembre                      |
| 29    | 1999 | St. Catharines (Martindale Pond)      | Canada         | 22 - 29 agosto                        |
| 30    | 2000 | Zagabria (Jarun)                      | Croazia        | 1º - 6 agosto                         |
| 31    | 2001 | Lucerna (Rotsee)                      | Svizzera       | 19 - 26 agosto                        |
| 32    | 2002 | Siviglia (Guadalquivir)               | Spagna         | 15 - 22 settembre                     |
| 33    | 2003 | Milano (Idroscalo)                    | Italia         | 24 - 24 agosto                        |
| 34    | 2004 | Banyoles (Lago di Banyoles)           | Spagna         | 27 luglio - 1º agosto                 |
| 35    | 2005 | Kaizu (Nagaragawa IRC)                | Giappone       | 29 agosto - 4 settembre               |
| 36    | 2006 | Eton (Dorney Lake)                    | Regno Unito    | 20 - 27 agosto                        |
| 37    | 2007 | Monaco di Baviera (Oberschleißheim)   | Germania       | 26 - 26 agosto                        |
| 38    | 2008 | Ottensheim                            | Austria        | 22 - 28 agosto                        |
| 39    | 2009 | Poznań (Lago Malta)                   | Polonia        | 23 - 30 agosto                        |
| 40    | 2010 | Hamilton (Lago di Karapiro)           | Nuova Zelanda  | 12 - 19 settembre                     |
| 41    | 2011 | Bled (Lago di Bled)                   | Slovenia       | 28 agosto - 4 settembre               |
| 42    | 2012 | Plovdiv                               | Bulgaria       | 15 - 19 agosto                        |
| 43    | 2013 | Chungju (Lago di Tangeum)             | Corea del Sud  | 25 agosto - 1º settembre              |
| 44    | 2014 | Amsterdam (Bosbaan)                   | Paesi Bassi    | 24 - 31 agosto                        |
| 45    | 2015 | Lago di Aiguebelette                  | Francia        | 30 agosto - 6 settembre               |
| 46    | 2016 | Rotterdam                             | Paesi Bassi    | 21 - 28 agosto                        |
| 47    | 2017 | Sarasota                              | Stati Uniti    | 24 settembre - 1º ottobre             |
| 48    | 2018 | Plovdiv                               | Bulgaria       | 9 - 16 settembre                      |
| 49    | 2019 | Ottensheim                            | Austria        | 25 agosto - 1º settembre              |
| –     | 2020 | Bled (Lago di Bled)                   | Slovenia       | Annullati per la pandemia di COVID-19 |
| –     | 2021 | Shanghai                              | Cina           | Annullati per la pandemia di COVID-19 |
| 50    | 2022 | Račice                                | Rep. Ceca      | 18 - 25 settembre                     |
| 51    | 2023 | Belgrado (Ada Ciganlija)              | Serbia         | 3 - 10 settembre                      |
| 52    | 2024 | St. Catharines (Martindale Pond)      | Canada         | 18 - 25 agosto                        |
| 53    | 2025 | Shanghai                              | Cina           | 21 - 28 settembre                     |
| 54    | 2026 | Amsterdam                             | Paesi Bassi    |                                       |

## Atleti più titolati
L'italiano Daniele Gilardoni è l'atleta più titolato, con undici ori al suo attivo e tredici medaglie in totale.
| Atleta             | Nazione       | Classe | Oro | Argento | Bronzo | Tot. |
| ------------------ | ------------- | ------ | --- | ------- | ------ | ---- |
| Daniele Gilardoni  | Italia        | 1976   | 11  | 1       | 1      | 13   |
| Matthew Pinsent    | Gran Bretagna | 1970   | 10  | 0       | 2      | 12   |
| Steve Redgrave     | Gran Bretagna | 1962   | 9   | 2       | 1      | 12   |
| Franco Sancassani  | Italia        | 1974   | 9   | 2       | 1      | 12   |
| Francesco Esposito | Italia        | 1955   | 9   | 1       | 1      | 11   |
| Giuseppe Di Capua  | Italia        | 1958   | 8   | 2       | 1      | 11   |
| Andrea Re          | Italia        | 1963   | 8   | 1       | 2      | 11   |